# Takachiho (Miyazaki)
Takachiho (高千穂町 Takachiho-chō?) es una ciudad de la prefectura de Miyazaki, en Japón.

## Geografía
Takachiho se encuentra en la parte más septentrional de la prefectura de Miyazaki, limitando con la Prefectura de Kumamoto por el norte y noroeste y con la Prefectura de Oita por el norte y el noreste. El cañón de Takachiho, situado en la parte sur de la ciudad, es bastante famoso como una atracción turística.
Takachiho se sitúa a unos 120 km al noroeste de la capital de la prefectura de Miyazaki y a unos 80 km al sureste de la ciudad de Kumamoto.